# Póliushko pole
Pólyushko-Pole [en ruso: Полюшко-Поле] es una canción de Rusia. Se afirma que la canción fue originalmente escrita durante la Guerra Civil de Rusia [cita requerida] y fue cantada por los Coros del Ejército Rojo. 
Para los soviéticos la variante de la canción, la música fue compuesta por Lev Knipper (sobrino de Olga Knipper-Chéjova), con letra de Víktor Gúsev. La canción era parte de la sinfonía con coro (letra de Gúsev) "Un poema del Komsomol acerca de un Soldado" (Поэма о бойце-комсомольце) compuesta en 1934.
Varios arreglos occidentales de la música se conocen con el título de "La Patrulla de cosacos", en particular una versión de Ivan Rebroff, y algunos con otros títulos incluidos "Meadowland", "Caballería de las Estepas" y "Gone with the Wind".

## En la cultura popular
- El tono es todavía popular, incluidos los tonos de llamada y una pista de baile por los británicos dúo electro, SilverSpirit.
- Michael Palin en particular realizó la canción con el coro de la Flota rusa del Pacífico en la serie de televisión Full Circle con Michael Palin.
- La canción se puede escuchar en el fondo de la película Náufrago, en un episodio en Airwolf (Prueba A través de La Noche), y la apertura es el título de la película de Aki Kaurismäki Leningrad Cowboys Go America.
- La canción se puede escuchar al principio del programa Salvados: La defensa tenía un precio.
- La canción también está incluida instrumentalmente en órgano Hammond por Steven Stills Jefferson Airplane en el álbum de 1969 como voluntarios de un interludio entre A Song For All Seasons.
- David Markish tiene una novela Pólyushko-Polye acerca de Néstor Majnó, y Borís Mozháyev, un escritor soviético de "estilo rústico" escribió su Pólyushko-Polye koljós, acerca de la vida de un koljós. Hubo, también, en 1956 una película con este nombre.
- La canción es también la base para una canción de Glenn Miller y Jerry Gray llamada "Patrulla de R
- La banda alemana de Power metal Gamma Ray, realizó una adaptación del ritmo en su canción Empress de su álbum Land Of The Free II.
- La canción se usó como música de fondo en algunos capítulos de la serie de televisión los pitufos
- La banda de Ska italiana Banda Bassotti realiza una versión de este tema en su disco Así es mi vida.
- La melodía es también la base de la canción hardcore Atmósfera, de DJ Lacinhouse y The Stunned Guys. En España apareció mezclada en la sesión de Xavi Metralla del álbum recopilatorio de Pont Aeri 4 Life.
- La melodía es la base de la canción trance Crepusculo Edition, de DJ Juanma Dc & Danny Boy. Aparece en el disco RedHood Series vol 1 en el año 2007.
- En la serie Girls und Panzer es uno de los dos himnos de batalla de la escuela Pravda, junto con "Katyusha". Se puede escuchar en el episodio 9.
- La composición instrumental de la canción fue levemente modificada y empleada como inicio de las batallas en el juego World of Tanks (bajo el nombre de "Meadowlands"), para mapas como Minas, Murovanka o Estepas.
- La banda de Hard Rock de Colombia Kraken hizo una adaptación de la melodía en su canción Después del Final de su disco Kraken II de 1989.
- La banda rave rusa Little Big hizo un vídeoclip cantando esta canción sobre un montaje con paisajes de toda Rusia
- El conjunto hispano "Locomía" utiliza la melodía de la canción en la sección instrumental de su tema "Gorbachov"

## Letra
Letra en  Ruso

Полюшко-поле, полюшко, широко поле,

Eдут по полю герои,

Эх, да красной армии/Рускои армии герои.

Девушки плачут,

Девушкам сегодня грустно,

Милый надолго уехал,

Эх, да милый в армию уехал.

Девушки, гляньте,

Гляньте на дорогу нашу,

Вьётся дальняя дорога,

Эх, да развесёлая дорога.

Только мы видим,

Видим мы седую тучу,

Вражья злоба из-за леса,

Эх, да вражья злоба, словно туча.

девушки, гляньте,

Мы врага принять готовы,

Наши кони быстроноги,

Эх, да наши танки быстроходны.

Эх, пусть же в колхозе

Дружная кипит работа,

Мы дозорные сегодня,

Эх, да мы сегодня часовые.

Letra transliterada en caracteres latinos

Polyushko-pole, polyushko shiroko pole,

Yedut po polyu geroi,

Eh da Krasnoy Armii/Ruskoi Armii geroi.

Devushki plachut,

devushkam segodnya grustno,

Miliy nadolgo uehal

Eh da miliy v armiyu uehal

Devushki glyante,

Glyante na dorogu nashu,

Vyotsya dalnyaya doroga,

Eh da razvesyolaya doroga.

Tolko mi vidim,

Vidim mi seduyu tuchu,

Vrazhya zloba iz za lesa,

Eh da vrazhia zloba slovno tucha

Devushki glyante,

Mi vraga prinyat gotovi,

Nashi koni bistronogi,

Eh da nashi tanki bistrahodni

Eh pust zhe v kolhoze

Druzhnaya kipit rabota,

Mi dozornie segodnya

Eh da mi segodnya chasovie.

Letra traducida al castellano

Oh campo, gran campo,

Cabalgan por el campo héroes,

Eh, sí heroes del Ejército Rojo/Ruso

Las chicas lloran,

Las chicas hoy están tristes

sus amados se fueron por mucho tiempo,

Eh, al ejército se fueron

Chicas miren,

Miren a nuestro camino

ventoso largo camino

Eh, es un camino alegre.

Solo vemos,

vemos gris tormenta

El enemigo malvado en el bosque

eh, sí el enemigo es malo como una tormenta.

Chicas, mirad

estamos por atacar al enemigo,

Nuestros caballos son rápidos

Eh, nuestros tanques son rápidos.

Adelante, en el koljós

trabajo entre camaradas

somos supervisores hoy

Eh, sí nosotros somos hoy observadores.

- Datos: Q596389